# Biberach an der Riß
Biberach an der Riß este un oraș din landul Baden-Württemberg, Germania.

## Istoric
În evul mediu a avut statutul de oraș liber imperial.